# 謝爾峰
46°49′37″N 8°49′45″E / 46.82694°N 8.82917°E

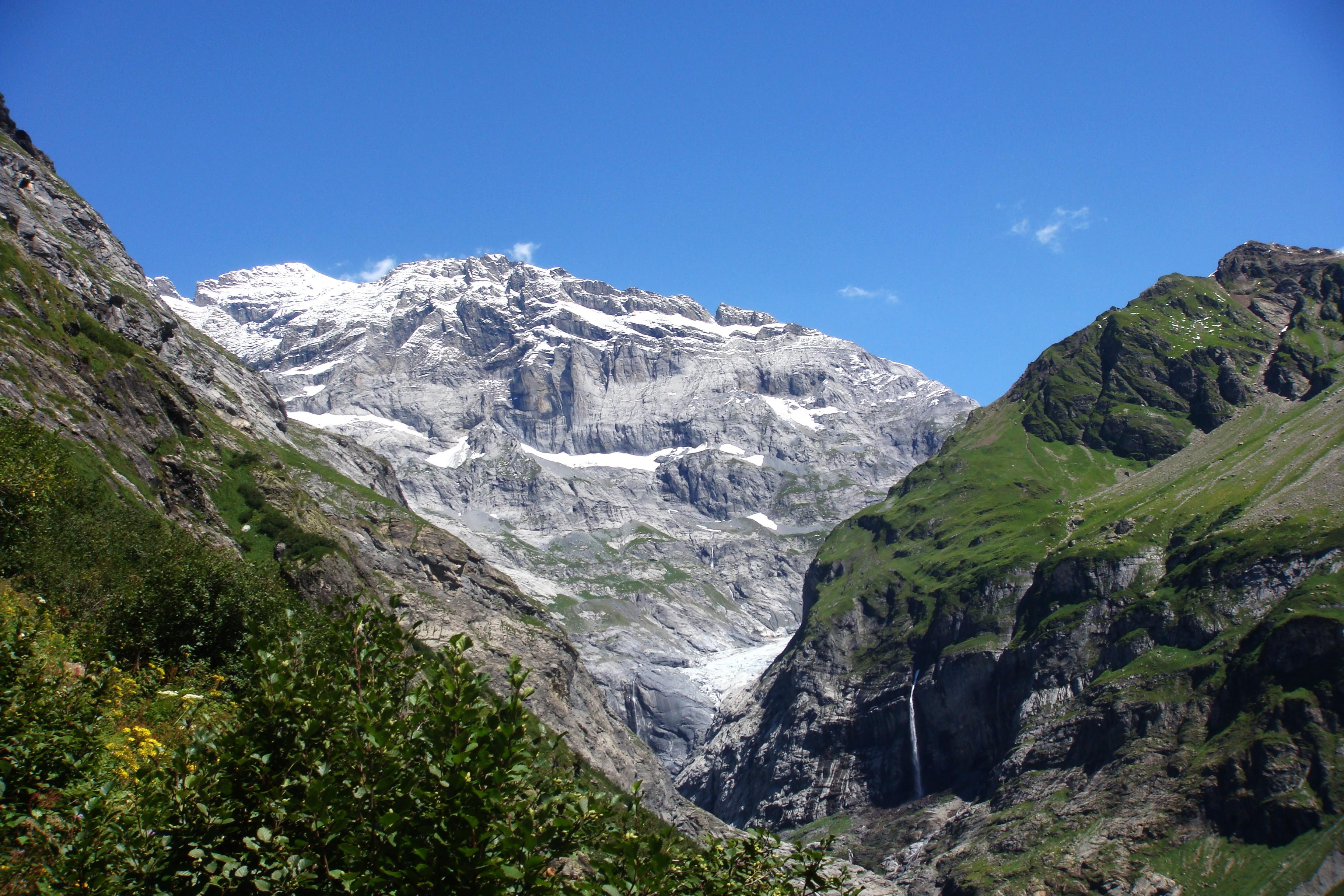

謝爾峰（Gross Schärhorn），是瑞士的山峰，位於該國中部，由烏里州負責管轄，屬於格拉魯斯山的一部分，該山峰海拔高度3,297米，每年平均降雨量2,385毫米。

## 外部連結
- Schärhorn on Summitpost（页面存档备份，存于）
- Schärhorn on Hikr（页面存档备份，存于）